# اولدنیکو
اولدنیکو (به ایتالیایی: Oldenico) یک کومونه در ایتالیا است که در استان ورسلی واقع شده‌است. اولدنیکو ۶٫۵ کیلومتر مربع مساحت و ۲۳۶ نفر جمعیت دارد.